# Fatoumata Coulibaly

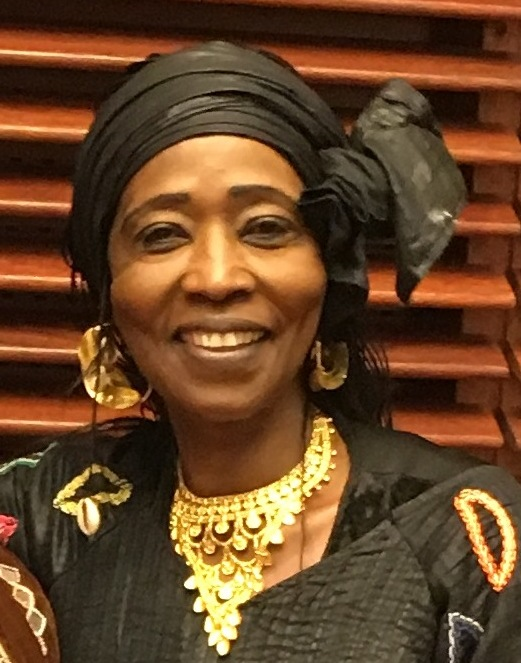
Fatoumata Coulibaly, 2017

Fatoumata Coulibaly là một nữ diễn viên, đạo diễn, nhà báo và nhà hoạt động vì quyền phụ nữ của Malian, đặc biệt chống lại việc cắt âm vật (FGM).

## Cuộc sống ban đầu
Fatoumata Coulibaly xuất thân từ một gia đình nhạc sĩ, và bà ngoại của cô, Bazéko Traoré là một ca sĩ và nhạc sĩ từ vùng Sikasso, nơi Coulibaly đến từ.

## Sự nghiệp
Coulibaly lần đầu tiên làm phóng viên đài phát thanh và phát thanh viên ở Mali, trước khi cô có ý tưởng cho một vở kịch, và đến gặp đạo diễn Ousmane Sow, người đề nghị cô thử viết nó như một kịch bản phim, cũng như Cheick Oumar Sissoko.
Coulibaly lần đầu tiên thu hút sự chú ý của quốc tế với vai diễn trong bộ phim năm 1997 N'Golo dit Papa.
Coulibaly đóng vai chính trong bộ phim 2004 Moolaadé từ Senegal biên kịch và đạo Ousmane Sembène. Coulibaly đóng vai chính là Collé Gallo Ardo Sy, người vợ thứ hai trong ba người vợ của cô, tại một ngôi làng ở Burkina Faso, người sử dụng moolaadé ("bảo vệ ma thuật") để cố gắng bảo vệ các cô gái khỏi sự cắt âm vật (FGM). Bản thân Coulibaly là nạn nhân của việc cắt xén bộ phận sinh dục nữ. Nhà phê bình Roger Ebert đã cho bộ phim bốn ngôi sao (trong số bốn), viết "cho tôi bộ phim hay nhất tại Cannes 2004, một câu chuyện rung động với sự khẩn trương và cuộc sống. Nó đưa ra một tuyên bố mạnh mẽ và đồng thời chứa đựng sự hài hước, quyến rũ và vẻ đẹp hình ảnh đáng kinh ngạc ". Coulibaly đã giành giải Nữ diễn viên xuất sắc nhất cho vai diễn Collé, tại Liên hoan phim quốc tế Cinemanila năm 2005. Bộ phim này có vai trò quan trọng trong việc nâng cao nhận thức về FGM, và Coulibaly đã tiếp tục chiến dịch về vấn đề này kể từ đó sau đó. Chiến dịch của cô chống lại FGM đã được ghi lại trong bộ phim Châu Phi khi di chuyển: Sức mạnh của bài hát (2010).
Coulibaly đã xuất hiện trong nhiều bộ phim, phim truyền hình và các vở kịch.
Kể từ năm 2016, Coulibaly làm việc cho Office de radiodiffusion télévision du Mali (Văn phòng Phát thanh Truyền hình của Mali) (ORTM).

## Đóng phim
- Guimba the Tyrant (1995)
- N'Golo dit Papa (1997)
- Aphrodite, the Garden of the Perfumes (1998)
- Moolaadé (2004), nữ diễn viên
- Africa on the Move: The Power of the Song (2010)
- Tourbillon à Bamako (2012)